# All-Negro Comics
All-Negro Comics est un comic book américain publié à faible tirage en 1947. Ce one-shot est connu pour être la première anthologie de bandes dessinées écrites et dessinées par des artistes afro-américains.

## Historique de publication
Dans l'histoire de la bande dessinée américaine, les premiers personnages de fiction afro-américains  sont des stéréotypes et des seconds rôles. La première perturbation de cette habitude est la publication de All-Negro Comics en 1947. La couverture annonce qu'il s'agit du premier comic book écrit et dessiné par des artistes noirs et composé de personnages noirs. Cette anthologie contient des histoires humoristique, policière et d'aventure. Le journaliste afro-américain Orrin Cromwell Evans est à l'origine de ce projet. Pour le mener à bien, il regroupe ses amis et des artistes afro-américains. Malgré des menaces de mort envers sa personne, le comic book se finalise jusqu'à sa publication. Plusieurs distributeurs refusent de vendre ce one-shot, cela explique son faible tirage et sa distribution assurée principalement à Philadelphie où se trouve la maison d'édition All-Negro Comics, Inc.. Par la suite, Evans continue avec audace à publier des comics présentant des héros noirs. Il souhaite faire évoluer les mentalités et sait que son travail a un impact sur la communauté afro-américaine.

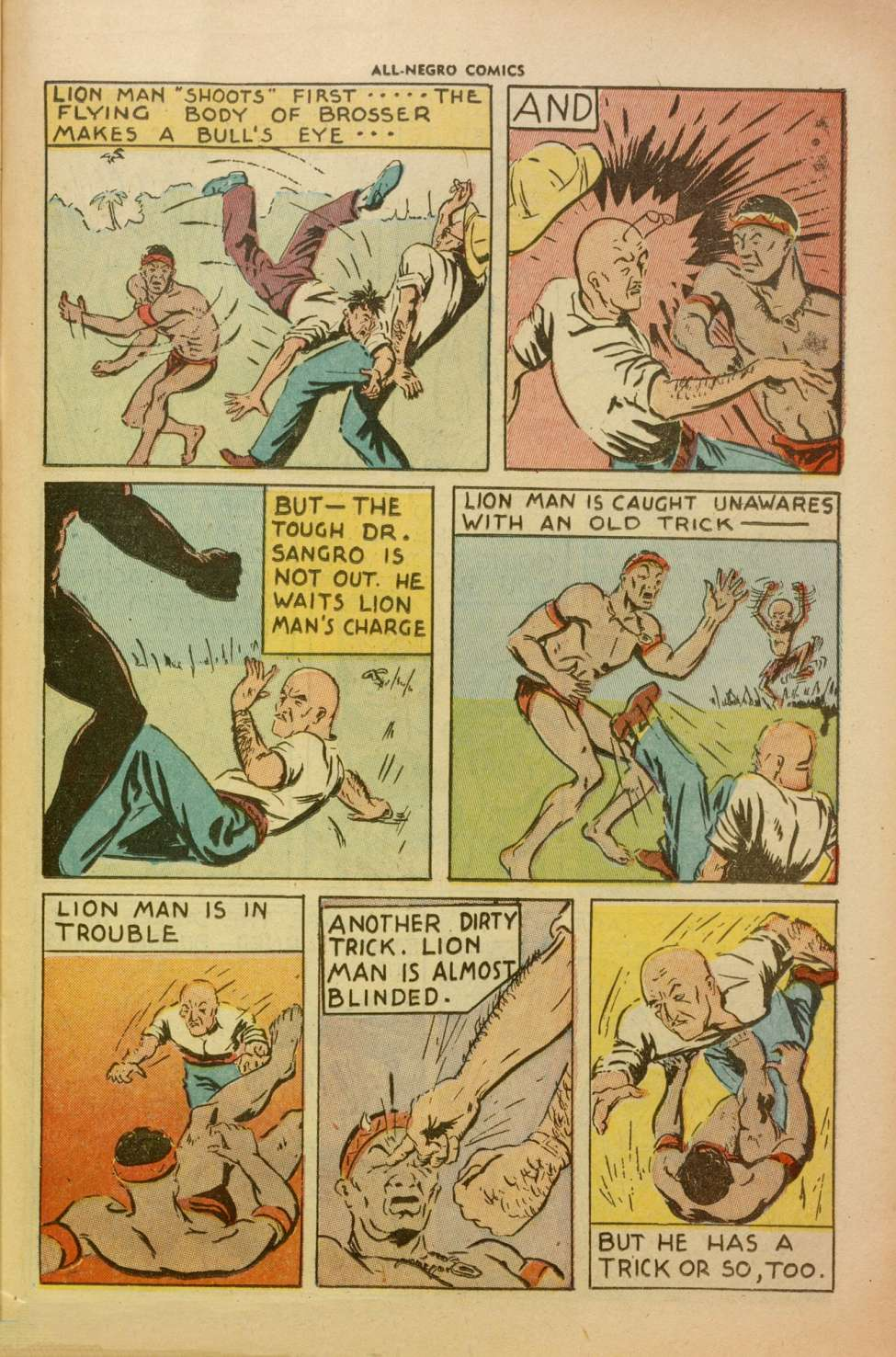
Page de All-Negro Comics représentant le tarzanide noir Lion Man. Elle est réalisée par George J. Evans Jr.

## Contenu
L'anthologie mélange les genres et a le contenu suivant.
- "Ace Harlem" de John Terrel est une enquête policière,
- "The Little Dew Dillies" de Cooper est une histoire illustrée pour enfants,
- "Manhunt Ezekiel" est une histoire écrite de deux pages,
- "Lion Man" de George J. Evans, Jr. est une aventure d'un tarzanide noir,
- "Hep Chicks on Parade" de Len sont des dessins humoristiques sur les femmes,
- "Lil' Eggie" de John Terrell, est une l'histoire d'un mari dominé par sa femme,
- "Sugarfoot"" de Cravat est une bande dessinée sur des musiciens.

La première histoire est celle du détective Ace Harlem de John Terrell. L'intrigue débute par deux malfaiteurs qui cambriole l'établissement Bar-B-Que Shack et tue Pop le propriétaire. Une femme est témoin de la scène et appelle la police. Le célèbre détective noir Ace Harlem est chargé de l’enquête. Il remonte la piste d'indices jusqu'à la confrontation avec les agresseurs. D'après le critique Tom Christopher, l'histoire est bien dessinée et écrite avec des dialogues naturels. En 1947, le Time Magazine déclare, concernant Ace Harlem, « Les méchants sont un duo de noirs parlant argot et portant des zoot suits, dont la présence dans n'importe quel autre comics aurait pu engendré des plaintes pour discrimination raciale. Comme tout était au sein de la famille, Evans considéra qu'aucun lecteur noir ne serait gêné. »,.
L'histoire de Lion Man est scénarisée et dessinée par George J. Evans Jr., le frère d'Orrin C. Evans. Les deux frères sont considérés comme co-créateurs de ce tarzanide noir. Lion Man est décrit comme un afro-américain éduqué qui travaille sous les ordres des Nations unies. Il est envoyé en Afrique pour veiller sur un gisement d'uranium. Il est vêtu d'un costume traditionnel zoulou et adopte un jeune orphelin espiègle Bubba. Ce dernier est son faire-valoir. Ensemble, ils affrontent le Docteur Blut Sangro et son guide, Brossed. D'après le critique Tom Christopher, l'histoire semble annoncer de futurs conflits entre le vilain docteur et Lion Man. Sa manière de dessiner rappelle celle des débuts de Alex Raymond. Dans une interview, George J. Evans Jr. explique que « Cela n'avait jamais été fait auparavant. Lion Man était le roi noir de la jungle »,.